# Деи Алжира

Флаг Османского Алжира

Деи Алжира — турецкие наместники в Алжире, управлявшие государством в 1671—1830 годах.

## История
В XVI веке Алжир был захвачен турками и включен в состав Османской империи. Но власть султана в этой отдаленной провинции никогда не была прочной, а назначенные им паши не имели реальных рычагов власти. С 1659 года Алжиром управлял ага — главный начальник янычарского корпуса.
В 1671 году Али-ага был свергнут и казнен янычарами. С этого времени власть перешла к избираемому всеми офицерами дею. В янычарском корпусе деями были младшие офицеры, командовавшие небольшими подразделениями, численностью от 40 до 100 воинов. Фактически власть деев означала выборную, но не абсолютную монархию. Деем страны мог стать любой офицер. Многие из деев добивались власти путем убийств своих предшественников. Европейцы называли алжирского дея королем рабов и рабом своих подданных.
Вступив в должность, дей назначал пять министров. Официально дей должен был жить на янычарское жалованье, но в действительности высокое положение давало ему возможность получать крупные побочные доходы. После смерти дея все его имущество отходило в государственную казну. Реально власть дея распространялась только на прибрежные районы Алжира. Кочевые племена в глубине страны сохраняли полную независимость.
Алжирские деи иногда проводили завоевательную политику. В 1705 году дей Хаджи Мустафа (1700—1705) разбил тунисского бея Ибрагима, но не смог взять сам город Тунис, потерпев поражение от нового бея Хусейна. С разбитым войском Мустафа отступил в Алжир, где был свергнут янычарами и казнен. В 1756 году другой дей Али II (1754—1766) захватил Тунис и наложил ежегодную дань на местных беев.

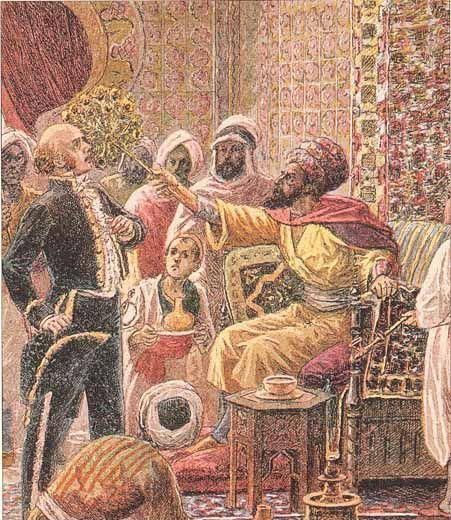
Хусейн-дей оскорбляет французского консула

В 1766 году преемником Али стал Мухаммад V ибн Осман (1766—1791), который стал одним из самых известных алжирских деев XVIII века. Сменивший его Баба Хасан III (1791—1799), поставлял во Францию в кредит хлеб, солонину и кожи. Его преемники продолжали эти поставки, рассчитывая со временем получить от французского правительства значительные суммы. Но Бурбоны, пришедшие к власти в 1815 году, отказались платить долги революционного правительства и Наполеона. Алжирский дей Хусейн III (1818—1830) стал настойчиво требовать от Франции выплаты долга, сумма которого к тому времени уже достигала несколько миллионов франков. Во время разговора с французским консулом дей в гневе ударил его веером. Этот инцидент стал причиной для начала французского вторжения. Король Франции Карл X воспользовался этим для объявления войны Алжиру. В июне 1830 года военные действия начались. 4 июля того же года после двухмесячных боев дей Хусейн вынужден был сдаться французам. Тогда же Хусейн вместе с семьей, гаремом и имуществом был выслан из Алжира в Италию. После взятия Алжира началось дальнейшее продвижение французов вглубь территории современного одноименного государства.

## Список деев
- Хаджи Мухаммад (1671—1682)
- Баба Хасан (1682—1683)
- Хусейн Паша (1683—1688)
- Ахмед Шабан (1688—1695)
- Хаджи Ахмед бен аль-Хаджи (1696—1698)
- Баба Хасан (1698—1700)
- Хаджи Мустафа (1700—1705)
- Хусейн Ходжа (1705—1707)
- Мухаммад Бекташ (1707—1710)
- Дели Ибрагим (1710)
- Али Чауш (1710—1718), получил титул паши в 1718 году
- Мухаммад III бен Хасан (1718—1724)
- Абди Паша (1724—1732)
- Ибрагим бен Рамдан (1732—1745)
- Кучик Ибрагим (1745—1748)
- Мухаммад IV Паша (1748—1754)
- Баба Али II Паша (1754—1766)
- Мухаммад V бен Отман (1766—1791)
- Баба Хасан (1791—1799)
- Мустафа VI бан Ибрагим (1799—1805)
- Ахмед бен Али (1805—1808)
- Али III бен Мухаммад (1808)
- Хаджи Али (1808—1815)
- Хаджи Мухаммадж (1815)
- Умар бен Мухаммад (1815—1817)
- Али IV Паша (1817)
- Мухаммад VI бен Али (1817)
- Али V бен Ахмед (1817—1818)
- Хусейн бен Хусейн (1818—1830)